# Rotorua (jezioro)
Rotorua – drugie co do wielkości jezioro na Wyspie Północnej w Nowej Zelandii. Jezioro ma powierzchnię blisko 80 km². Wypełnia starą kalderę wulkaniczną, powstałą ok. 240 tys. lat temu. Uchodzą do niego niewielkie rzeki: Puarenga i Ngongotaha. Na południowym krańcu jeziora leży miasto Rotorua, ośrodek kuracyjny i turystyczny znany m.in. z ciepłych źródeł.
Na jeziorze znajduje się wyspa Mokoia o średnicy niespełna 1 km, w formie dość kształtnego stożka o wysokości 451 m n.p.m. Zgodnie z miejscową legendą pochodził z niej Hatupatu, jeden z ulubionych bohaterów Maorysów z tego regionu.